# Limbach bei Neudau
Limbach bei Neudau var en kommun i distriktet Hartberg-Fürstenfeld i förbundslandet Steiermark i Österrike. Den bestod av två orter (Ortschaften), tillika jordregistersocknar (Kastralgemeinden), (inom parentes invånarantal 1 januari 2024):
- Oberlimbach (110)
- Unterlimbach (227)

Den 1 januari 2015 upphörde kommunen. Oberlimbach blev en del av kommunen Bad Waltersdorf och Unterlimbach blev en del av kommunen Neudau.